# Ivan Ivanovič Beckoj
Ivan Ivanovič Beckoj (in russo Иван Иванович Бецкой) (Stoccolma, 14 febbraio 1704 – San Pietroburgo, 6 maggio 1795) è stato un educatore russo, riformatore della scuola russa, illuminista, consigliere di Caterina II di Russia per l'educazione, nonché presidente dell'Accademia Russa di Belle Arti dal 1764 al 1794.

## Biografia
Figlio del generale Ivan Jur'evič Trubeckoj e della sua amante svedese, la baronessa von Wrede, Ivan divenne noto col cognome abbreviato di suo padre. Nacque a Stoccolma dove Trubeckoj si trovava prigioniero dopo la Grande guerra del Nord, e si portò in seguito a Copenaghen per intraprendere la carriera militare ed entrare poi in un reggimento di cavalleria danese. Fu servendo sotto la bandiera della Danimarca che cadde da cavallo e venne costretto a ritirarsi dal servizio attivo. Suo padre, rilasciato e tornato in Russia, si risolse dunque a richiamarlo in patria nel 1729. Entrato nell'esercito russo, servì dapprima come aiutante di campo del padre ma venne in seguito prescelto per la carriera diplomatica in varie capitali d'Europa.
Beckoj venne coinvolto attivamente nel colpo di stato che portò al trono la zarina Elisabetta I di Russia. Una volta ascesa al trono, la nuova imperatrice ricompenso Beckoj col rango di maggiore generale e gli chiese di divenire il tutore di Giovanna Elisabetta di Holstein-Gottorp, la cui figlia Caterina era stata prescelta dalla zarina come moglie per il nipote ed erede, il granduca Pietro. In verità, Beckoj conosceva molto bene Giovanna Elisabetta: i due si erano frequentati per vent'anni e la loro intima amicizia aveva fatto pensare che Caterina potesse essere in realtà figlia di Beckoj.

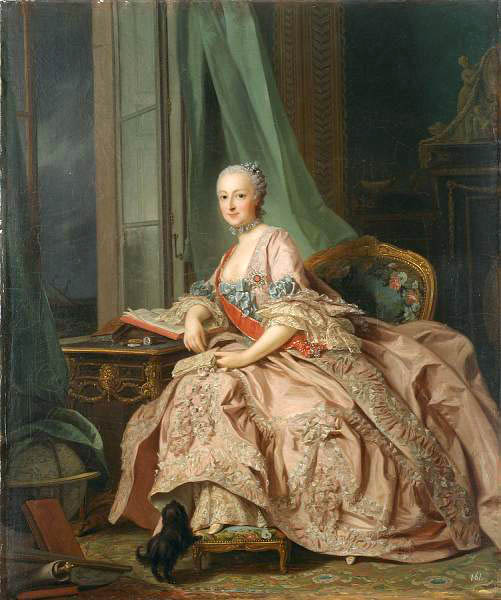
Anastasija Ivanovna Trubeckaja, sorellastra di Beckoj

Dopo che Giovanna Elisabetta venne espulsa dalla Russia nel 1747, Beckoj ritenne necessario abbandonare le proprie cariche ed insediarsi definitivamente a Parigi dove trascorse i successivi quindici anni nel mondo della cultura, affiancando gli enciclopedisti e rapportandosi in particolare con Jean-Jacques Rousseau e Denis Diderot. Nei saloni dell'aristocrazia francese venne introdotto dalla sua sorellastra, la principessa Anastasija Ivanovna Trubeckaja che aveva sposato in seconde nozze il principe ereditario Ludovico Guglielmo d'Assia-Homburg (il suo primo marito, il principe Dimitrie Cantemir di Moldavia era morto in precedenza).
Pietro III di Russia richiamò Beckoj in Russia e lo incaricò della gestione dei palazzi e dei giardini imperiali. Giunto nuovamente a San Pietroburgo, Beckoj rinnovò la sua fedeltà alla moglie del sovrano, aiutandola a deporre Pietro nel 1762 e a proclamarsi nuova zarina. Nelle sue memorie, Ekaterina Romanovna Voroncova riporta come una volta Beckoj avesse ricordato alla zarina durante un diverbio "Non sono stato forse io a incitare le guardie? Non sono stato forse io a gettare denaro al popolo?"

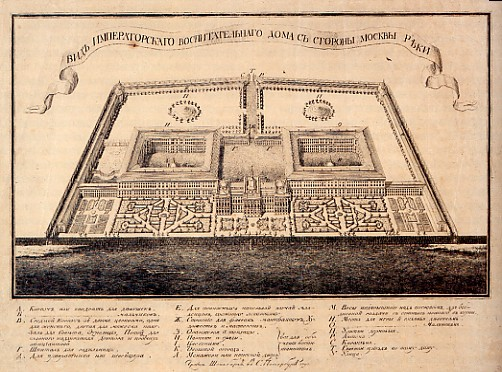
Mappa di Beckoj per l'Orfanotrofio di Mosca.

Per quanto Beckoj non abbia avuto incarichi di peso sino al 1764, quando Caterina lo nominò Presidente dell'Accademia imperiale delle Arti, egli divenne uno dei pilastri dell'establishment russo. La sua posizione alla corte di Caterina II non è tutt'oggi facile da classificare. Alcuni storici l'hanno definito un "segretario personale", altri un "ministro dell'educazione ufficioso". Fu sicuramente una persona con accesso diretto ed illimitato alla persona della zarina per gran parte del suo regno. Fu su suo suggerimento che lo scultore francese Étienne Maurice Falconet realizzò la celebre scultura Il cavaliere di bronzo per celebrare la figura dello zar Pietro I e fu lui a ingaggiare Georg Friedrich Veldten per disegnare il magnifico cancello di ferro del Giardino d'Estate di San Pietroburgo.
L'influenza di Beckoj continuò senza opposizioni a rimanere presente sino agli anni '80 del Settecento quando la tolleranza di Caterina nei confronti dell'illuminismo e dei suoi seguaci iniziò a venire meno e Beckoj era ormai anziano. La morte lo colse a novantadue anni, dopo un lungo periodo di malattia e cecità. Beckoj non si sposò mai e lasciò i suoi averi a una figlia naturale che godette sempre del favore particolare della zarina; questa andò in sposa all'ammiraglio José de Ribas, militare spagnolo al servizio della Russia e fondatore della città di Odessa.

## La riforma dell'educazione in Russia

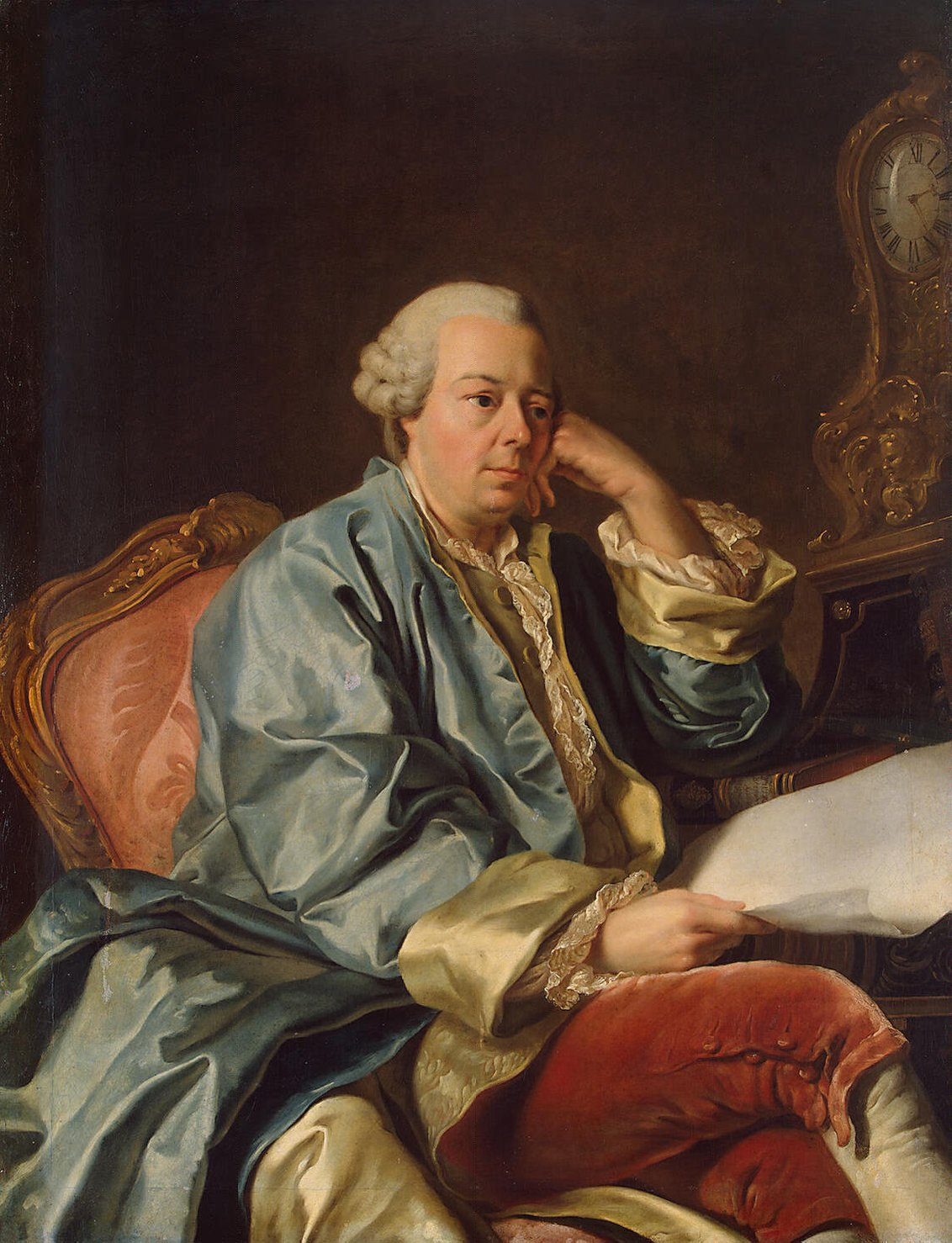
Ritratto di Ivan Beckoj eseguito da Alexander Roslin (1791).

Nel 1763, Beckoj presentò a Caterina lo Statuto per l'Educazione della Gioventù di ambo i sessi, riempito di citazioni tratte dai lavori di Comenius, John Locke e Rousseau. Il trattato conteneva il proposito di concedere scuole pubbliche ai giovani russi per creare "una nuova razza di uomini". Beckoj propose un'educazione generale anziché specialistica, partendo dall'idea che la nuova istruzione ai giovani sarebbe servita per creare i cittadini del domani. L'idea di Beckoj era quella di realizzare per tale proposito dei collegi dove i ragazzi avrebbero potuto studiare in tranquillità ed in sicurezza dal momento che lo stesso Rousseau ricordava come "l'isolamento degli studenti consente ai loro tutori di proteggerli al meglio dai vizi della società."
La zarina appoggiò subito la riforma proposta da Beckoj e fondò la Società per la formazione di ragazze di buona famiglia, con Beckoj come presidente. Il cosiddetto Istituto Smolny fu il primo collegio femminile istituito in Russia e uno dei primi in Europa ad applicare pedissequamente le idee educative di Rousseau: le ragazze, viste come il centro delle future famiglie della Russia, erano protette da ogni influenza perniciosa e la loro educazione morale era addirittura più approfondita di quella intellettuale. La zarina personalmente mantenne una corrispondenza con alcune alunne per assicurarsi della loro corretta istruzione e del mantenimento del corretto livello di qualità dell'istituzione.
Per tutti gli studenti di questa istituzione, Beckoj con Caterina pubblicarono un manuale dal titolo Dei doveri di uomini e cittadini nel quale erano inclusi i doveri dei singoli studenti verso Dio e verso la patria, ma anche verso la propria salute, nozioni d'igiene e di quotidianità.
Desideroso altrettanto di ridurre gli infanticidi che pure nella Russia dell'epoca erano piuttosto frequenti tra le famiglie più povere, Beckoj ritenne che fosse lo stato a doversi occupare di questi figli illegittimi e degli orfani e della loro istruzione. Fu su suo consiglio che venne avviato un programma preciso che portò nel 1764 alla fondazione dell'Orfanotrofio di Mosca e poi a quello di San Pietroburgo nel 1770. Quest'ultima istituzione divenne in seguito l'attuale Università Herzen.
Con l'intento di concentrarsi sull'istruzione ma anche sulla modernizzazione della società russa, Beckoj incoraggiò l'istruzione dei figli del ceto mercantile. Beckoj deplorava il fatto che la Russia disponesse di "sole due classi sociali, da una parte i contadini e dall'altra i nobili", concentrandosi quindi sullo sviluppo di una borghesia che potesse contare su una scuola commerciale a Mosca.